# Magellanpipare
Magellanpipare (Pluvianellus socialis) är en sällsynt och unik vadare som förekommer i södra Sydamerika.

## Utseende och läte
Magellanpiparens kroppsbyggnad och biotopval liknar roskarlarnas men den kan inte förväxlas med någon annan vadarfågel. Ovansidan och bröstet är ljusgrå och resten av undersidan är vit. Den har korta röda ben, svart näbb och röd iris. Juvenilen har gulaktiga ben och iris och fjäderdräkten är genomgående fjälligt grå. Dess läte är ett duvliknande coo.

## Utbredning och biotop
Magellanpiparen häckar i stäppliknande biotoper i inlandet i Tierra del Fuego i södra Chile och Argentina vid färskvatten och brackvatten som sjöar och dammar men även i närheten av floder. Den kan häcka ända upp på 1200 meter över havet men vanligtvis på lägre nivåer. Den genomför inga längre förflyttningar om vintern men flyttar till kusten eller större floder, främst till estuarier. Vissa flyttar längre norrut, så långt som till Valdeshalvön och ibland ända till den argentinska provinsen Buenos Aires. Den har mycket sällsynt observerats på Falklandsöarna.

## Ekologi
Paren är territoriella och försvarar sitt revir och de ruvar äggen tillsammans. Honan lägger två stora ägg direkt på marken, men oftast överlever bara en unge. Magellanpiparen föder sina ungar genom att stöta upp föda som sparats i krävan, och detta är unikt bland vadarfåglarna.
Den lever av små ryggradslösa djur som plockas från marken eller under stenar, likt roskarlarna. Det har observerats att den samlar maskar i näbben på samma sätt som lunnefåglarna. Vintertid utgör fjädermyggslarver huvudfödan och den födosöker då i mindre flockar.

## Systematik
Länge placerades magellanpiparen tillsammans med piparna i familjen Charadriidae, men dess annorlunda ekologi indikerade att arten var distinkt, och DNA-studier visade att de istället är närmare besläktade med familjen slidnäbbar och att den också kanske borde placeras i denna familj. Men än så länge placeras magellanpiparen i den egna familjen Pluvianellidae och tillsammans med tjockfotar och slidnäbbar utgör de den gemensamma underordningen Chionidi.

## Status
Magellanpiparen är en sällsynt art med en mycket liten världspopulation, uppskattad till endast 330 vuxna individer. Beståndsutvecklingen tros dock vara stabil. IUCN kategoriserar den som sårbar.